# Katerína Sakellaropoúlou
Katerína Sakellaropoúlou (en griego: Αικατερίνη Σακελλαροπούλου (Tesalónica, 30 de mayo de 1956) es una jueza y política griega. En octubre de 2018 inició el mandato de presidir el Consejo de Estado Helénico siendo la primera mujer en asumir el puesto. El 15 de enero de 2020, fue nominada por el primer ministro griego, Kyriákos Mitsotákis para asumir la Presidencia de la República Helénica. El 22 de enero el Parlamento de Grecia aprobó mayoritariamente su nombramiento. Tomó posesión de la presidencia de Grecia el 13 de marzo de 2020.

## Biografía
Nació en Salónica y su familia proviene de Stavroupoli, una ciudad en la prefectura de Xanthi. Estudió derecho en la Universidad Nacional y Kapodistrian de Atenas y completó sus estudios de posgrado en derecho público en la Universidad París II. A mediados de la década de 1980, fue admitida en el Consejo de Estado y fue ascendida a consejera en 2000. En octubre de 2015 fue nombrada vicepresidente del Consejo de Estado, mientras que en octubre de 2018 fue elegida por unanimidad para el cargo de presidente del Consejo.
Ha sido miembro de la Asociación de Funcionarios Judiciales del Consejo de Estado ocupando diversos puestos en la asociación: secretaria general (1985-1986), vicepresidente (2006-2008) y presidente (1993-1995, 2000-2001).
Se convirtió en octubre de 2018 en la primera mujer al frente del Consejo de Estado. Su sensibilidad por las libertades civiles, los problemas ecológicos y los derechos de las minorías y las personas refugiadas, llevó a la entonces administración izquierdista de Syriza a impulsarla al puesto.
Publica regularmente en revistas académicas. También ha contribuido al libro "Crisis financiera y protección del medio ambiente en la jurisprudencia del Consejo de Estado" (griego: Οικονομική κρίση και προστασία του περιβάλλοντος στη νομολογία του Συμβουλίου της Επικρατείας), Papazisis Publicaciones.